# Sture Bergwall

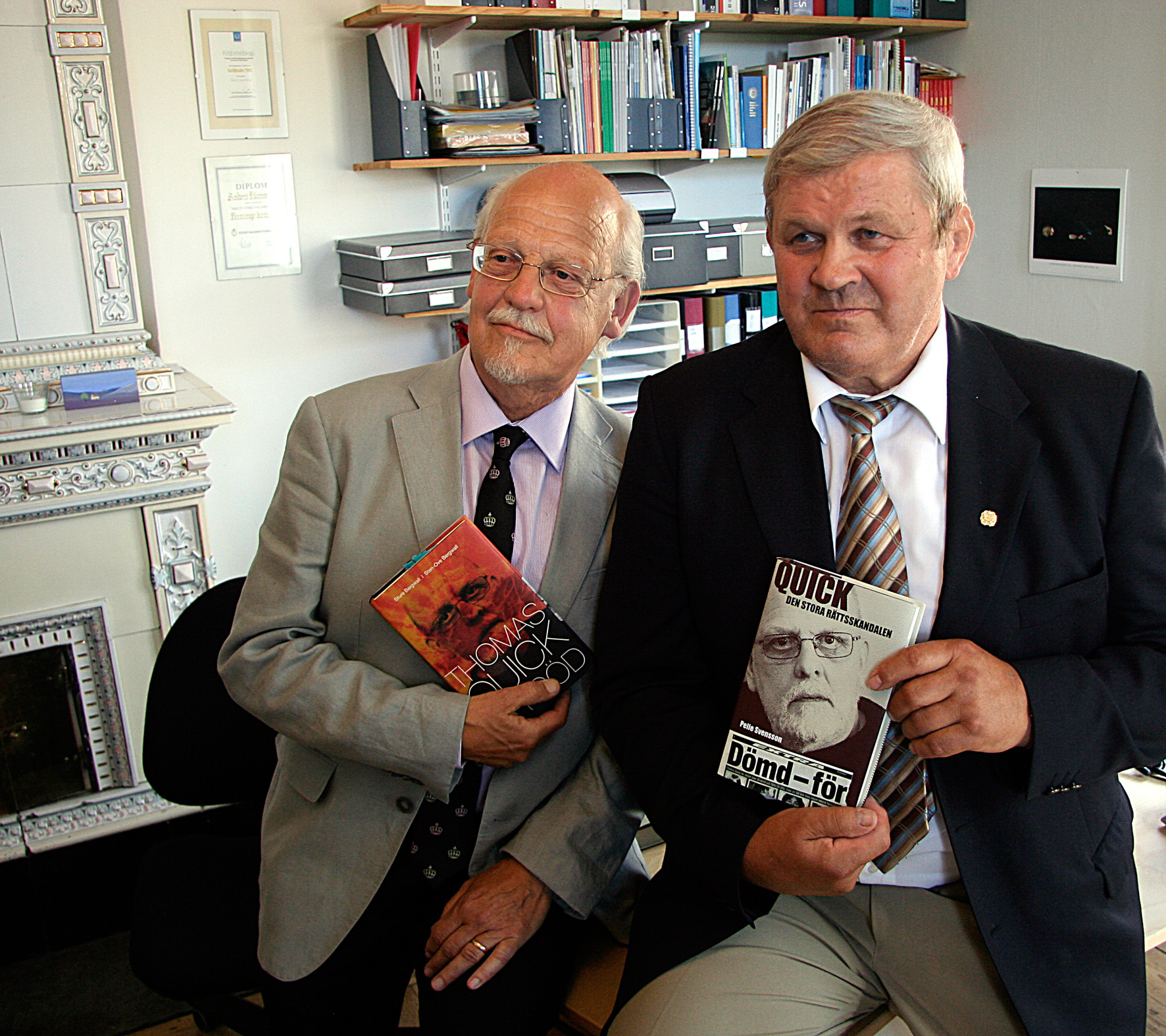
Sten-Ove Bergwall, frère de Sture Bergwall (à gauche), et Pelle Svensson (avocat, à droite).

Sture Bergwall, appelé aussi Thomas Quick, né le 26 avril 1950 à Falun, est un Suédois longtemps considéré comme le tueur en série sadique et cannibale le plus célèbre de Scandinavie. Ses condamnations à tort pour meurtres sont une des plus grandes erreurs judiciaires de la fin du XXe siècle en Suède.
Dans les années 1990, Bergwall avoue trente-trois meurtres commis en Suède, en Norvège, au Danemark et en Finlande entre 1964 et 1993, et il est condamné pour huit d'entre eux, bien qu'il n'existe ni témoignage ni preuve matérielle permettant de le relier aux crimes, ce qui fait naître le doute sur sa culpabilité. En 2008, il rétracte tous ses aveux dans un documentaire que lui consacre le journaliste Hannes Råstam (en). Après une demande de révision déposée à la Cour d'appel de Suède en 2009, il est progressivement acquitté pour chacun des huit meurtres entre 2010 et 2013. Il est libéré le 19 mars 2014 après vingt ans d'internement.
Bergwall prend le nom de « Thomas Quick » au moment des enquêtes qui suivent ses aveux, en associant le prénom de sa supposée première victime (Thomas Blomgren) et le nom de jeune fille de sa mère. Il recommence à utiliser son nom de naissance en 2002.

## Biographie
Sture Ragnar Bergwall grandit à Falun, dans le quartier de Korsnäs, où sa famille s'installe au milieu des années 1950. Il a six frères et sœurs. Dans son enfance, il souffre de la tuberculose et séjourne quelque temps dans un sanatorium. Sa sœur jumelle se souvient de lui comme d'une personne provocatrice et manipulatrice, avec un certain talent d'acteur. Dès son enfance, il est sous la dépendance de drogues et d'alcool.
Durant ses séances de psychothérapie à l'hôpital de Säter dans les années 1990, Thomas Quick raconte avoir été abusé sexuellement par son père et avoir subi de mauvais traitements de la part de sa mère. Il affirme également avoir vu la naissance, la mort et l'enterrement d'un frère cadet nommé Simon. Cependant, dans un documentaire de 2008, il explique que l'histoire de Simon était entièrement inventée, de même que les violences infligées par ses parents, comme l'avaient toujours affirmé ses frères et sœurs.
En 1969, alors qu'il travaille à l'hôpital de Falun, Sture Bergwall abuse sexuellement de quatre jeunes garçons. Cela lui vaut d'être condamné l'année suivante à suivre un accompagnement psychiatrique strict,. En 1974, il poignarde un homme à Uppsala sous l'empire d'alcool et de barbituriques. Comme il suit encore un traitement psychiatrique, il n'est pas poursuivi pour tentative d'homicide, bien que l'accusation figure dans son casier judiciaire,,. Il affirme avoir agi sous l'empire de l'alcool, de barbituriques et de trichloréthylène, et avoir cessé toute consommation de drogue après cela.
En juin 1991, Bergwall est à nouveau placé sous surveillance psychiatrique après avoir commis une attaque à main armée avec un complice de 16 ans : le 14 décembre 1990, ils avaient pris en otage une famille, Bergwall les menaçant avec un couteau tandis que son complice forçait le père à retirer 245 000 couronnes. Il est interné à l'hôpital psychiatrique de Säter, où on lui diagnostique des troubles de la personnalité.
Bergwall avoue peu après avoir tué Johan Asplund. Durant les dix années qui suivent, il suit un traitement lourd à base de psychotropes (« je n'ai pas été sobre un seul jour durant cette période », déclare-t-il par la suite) et de séances presque quotidiennes de psychothérapie avec la psychologue Birgitta Ståhle. Ses aveux s'étendent à trente-trois meurtres commis en Suède, en Norvège, au Danemark et en Finlande entre 1964 et 1993. Il est reconnu coupable de huit meurtres par six tribunaux différents entre 1994 et 2001.
La contre-enquête du journaliste suédois Hannes Råstam aboutit en 2015 à l'innocenter des huit meurtres dont il s'est accusé et pour lesquels il a été condamné. Le 19 mars 2014, Sture Bergwall sort de l’établissement psychiatrique où il est interné depuis 1991. « Désormais, il tient un blog où il consigne des poèmes et poste des photos. Il y parle d’amour, de la campagne, de son enfance, du droit chemin qu’il suit à présent ».
Le 20 octobre 2017, Sture Bergwall dépose une demande record d’indemnisation d'un million et demi d’euros auprès de l’État suédois.

## Les meurtres

### Charles Zelmanovits
Le 13 novembre 1976, Charles Zelmanovits (quinze ans) disparaît après une fête à son école à Piteå. Son corps est retrouvé le 19 septembre 1993 à Pitholmsheden, sans que le chef de la police criminelle de Piteå n'envisage la possibilité d'un meurtre.
Thomas Quick avoue le meurtre au printemps 1994. Il ne possédait pas de voiture au moment des faits, mais affirme avoir été aidé par un complice, qui se serait suicidé peu après. Quick est jugé coupable par le tribunal de première instance de Piteå le 16 novembre 1994, bien qu'aucune preuve matérielle ne le lie à ce crime. La sentence s'appuie sur le diagnostic de plusieurs spécialistes : Anders Eriksson (médecine légale), Lars Lidberg (psychiatrie judiciaire) et Sven Å Christianson (professeur de psychologie). Ce dernier décrit Quick comme un tueur en série. Lors des deux journées que dure le procès, Quick souffre de crises d'angoisse et fond en larmes, et les séances sont suspendues à plusieurs reprises pour lui faire prendre des médicaments.
La cour d'appel de l'Övre Norrland rouvre le dossier en février 2013, et le jugement original est cassé le 31 juillet.

### Marinus et Janni Stegehuis
Le 13 juillet 1984, un couple hollandais, Marinus et Janni Stegehuis (respectivement âgés de 39 et 34 ans), est tué à coups de couteau dans sa tente, près du lac Vuolep Appojaure, dans la commune de Gällivare,.
Thomas Quick avoue le meurtre à sa thérapeute en novembre 1994, quelques semaines après la fin du procès Zelmanovits. Il est jugé coupable par le tribunal de première instance de Gällivare le 25 janvier 1996, malgré l'absence de preuves matérielles. L'enquête et le procès ont été l'objet de critiques, notamment de la part de Lennart Lundmark et Hannes Råstam,.
La cour d'appel de l'Övre Norrland rouvre le dossier en février 2013 et le jugement original est cassé 21 mai.

### Johan Asplund
Johan Asplund (onze ans) disparaît de Sundsvall le 7 novembre 1980. Son corps n'a jamais été retrouvé,.
Le meurtre de Johan Asplund est le premier qu'avoue Thomas Quick, en 1992. Il est jugé coupable par le tribunal de district de Sundsvall le 21 juin 2001. Le verdict souligne l'absence de preuves matérielles permettant de prouver la présence de Quick à Sundsvall au moment de la disparition de l'enfant, et que des doutes subsistent concernant la voiture qu'il a utilisée,. Néanmoins, il communique des informations qui ne pouvaient être connues que du seul coupable,.
Les parents de Johan Asplund sont persuadés que Quick n'a rien à voir avec la disparition de leur fils, et engagent plusieurs procédures judiciaires dans les années qui suivent. Le dossier est rouvert par la cour d'appel du Nedre Norrland le 18 janvier 2012. Le procureur Jonas Almström abandonne les charges le 14 mars et Bergwall est acquitté le 17 août.

### Émission radiophonique
- « L'affaire Thomas Quick, serial menteur » le 30 décembre 2017 dans L'Heure du crime de Jacques Pradel, sur RTL.

### Film
- Le Coupable idéal (mettant en scène la journaliste Jenny Küttim)